# Szavanna-lármáskuvik
A szavanna-lármáskuvik (Megascops cooperi) a madarak (Aves) osztályának bagolyalakúak (Strigiformes) rendjéhez, ezen belül a bagolyfélék (Strigidae) családjához tartozó faj.

## Rendszerezése
A fajt Robert Ridgway amerikai ornitológus írta le 1878-ban, a Scops nembe Scops cooperi néven. Sorolták az Otus nembe Otus cooperi néven is.

## Alfajai
- Megascops cooperi cooperi (Ridgway, 1878)
- Megascops cooperi lambi (R. T. Moore & J. T. Marshall, 1959)

## Előfordulása
Mexikó, Costa Rica, Guatemala, Honduras, Nicaragua és Salvador területén honos. Természetes élőhelyei a szubtrópusi és trópusi síkvidéki esőerdők, mangroveerdők, mocsári erdők és száraz erdők, valamint másodlagos erdők. Állandó, nem vonuló faj.

## Megjelenése
Testhossza 26 centiméter.

## Természetvédelmi helyzete
Az elterjedési területe nagyon nagy, egyedszáma ugyan csökken, de még nem éri el a kritikus szintet. A Természetvédelmi Világszövetség Vörös listáján nem fenyegetett fajként szerepel.